# Ratchet & Clank (videojoc de 2002)
Ratchet & Clank és un videojoc de plataformes 3D desenvolupat per Insomniac Games i publicat per Sony Computer Entertainment per a PlayStation 2 l'any 2002. És el primer joc de la sèrie i precedeix a Going Commando.

## Dinàmica de joc
A Ratchet & Clank, el personatge jugable principal és Ratchet, a qui el jugador controla des d'una perspectiva en tercera persona, tot i que hi ha disponible un mode en primera persona per veure l'entorn del jugador. El jugador travessa entorns diversos amb una gran col·lecció d'aparells i armes inusuals, utilitzant-los per derrotar enemics i superar obstacles. Es poden comprar o trobar fins a 36 armes i aparells al joc.
El jugador comença el joc amb només dues armes: l'"OmniWrench 8000", una arma de cos a cos estàndard amb una varietat d'usos, com ara interactuar amb trencaclosques de l'entorn, i el Bomb Glove, un llançagranades de curt abast. A mesura que es completen les missions als diferents planetes del joc, hi ha més armes i aparells disponibles, inclosa la Blaster, una pistola automàtica; el Pyrocitor, un llançaflames; i el Suck Cannon, una pistola de buit, que aspira enemics més petits i els converteix en projectils. Les armes es troben, o es poden comprar amb parabolts, la forma de moneda del joc. L'OmniWrench segueix sent l'arma de cos a cos estàndard per al combat cos a cos, amb el seu propi botó, ja que totes les altres armes assumeixen el paper d'armament secundari i només es poden equipar d'una en una, tot i que totes les armes es poden portar a l'inventari del jugador.
Els parabolts es poden trobar a les caixes, juntament amb munició, o es poden deixar caure dels enemics derrotats. El jugador també necessita comprar munició per a la majoria d'armes, però un petit nombre pot funcionar sense necessitat de munició. Els venedors, que venen armes i municions, estan situats en punts estratègics als diferents nivells. Després de completar el joc, el jugador pot optar per entrar al "mode desafiament", en el qual el nivell de dificultat del joc augmenta considerablement, però tots els parabolts i les armes adquirides la primera vegada es porten a terme. També hi ha l'opció de comprar "armes d'or", versions més potents de les armes existents. El sistema de salut del joc, Nanotech, comença amb quatre bombolles de salut equivalents a poder rebre quatre cops, però es poden comprar millores, donant al jugador un total de cinc punts de vida amb la primera actualització i vuit punts amb la segona.
Normalment, Clank va a l'esquena de Ratchet, actuant com un jet-pack o dispositiu similar. De tant en tant, però, Clank es converteix en un personatge jugable quan Ratchet és incapaç d'explorar certes àrees. Clank pot controlar "Gadgebots", robots més petits similars a Clank, que realitzen determinades accions per ell. Les curses, en forma de curses d'hoverboard, apareixen al joc. Algunes missions de curses són necessàries per progressar en el joc, mentre que d'altres són opcionals. També hi ha un nivell de combat espacial i un nivell de vol a través dels vaixells cisterna de tir aeri. Els minijocs que obren portes, estenen ponts o eleven plataformes apareixen a la majoria de nivells.